# 이배원 가옥
이배원 가옥(李培源 家屋)은 대한민국 전북특별자치도 익산시 함라면에 있는 건축물이다. 2012년 11월 2일 전북특별자치도 민속문화재 제37호로 지정되었다.

## 개요
이 집은 현재 주인인 이서영의 조부인 이배원이 1917년에 초창(初創) 하였는데, 건축 당시에는 안채, 사랑채, 행랑채, 문간채, 곳간채 등 여러 채가 있었으나, 현재는 안채와 사랑채, 담장과 대문 일부만이 남아 있다.
안채와 사랑채는 사이에 내담을 두고 복도를 설치하여 통행이 가능하도록 되어 있었으나, 1959년 사랑채를 원불교 교당으로 사용하면서 분리되었고, 현재 대문 좌측에는 창고가 있는데, 이는 증조부가 살던 초가가 위치하고 있었다고 한다..
이배원 가옥은 그의 부친(이석순)이 누룩사업으로 부를 축적하면서 함라면의 부농(만석꾼)으로 성장하였고, 또한 삼성 농장을 운영하는 한편 전북축산의 대주주였으며, 황등산업의 이사를 역임하였다.
그의 장자인 이집천은 교육사업가이자 서예가로 명망이 높았으며, 다른 3부자의 집과 마찬가지로 만석꾼이면서 자선사업을 펼쳐 노블레스 오블리주를 실천한 집안으로 잘 알려져 있다.
안채의 평면은 방과 대청, 부엌으로 평면이 구성되어 있는데, ㄱ자 형태이며, 구조는 장대석 기단위에 치석한 초석을 놓고, 그 위에 방향 기둥을 세운 다음 도리로 결구하고 있음.공포는 물익공 양식이고, 창방과 장여사이에는 소로가 끼여져 있으며, 가구는 대청 상부는 1고주 5량가이고, 방과 대청이 접하는 부분에는 2고주 5량가임. 지붕은 팔작지붕을 ㄱ자 형태로 꺽어 연결하고 있다. 사랑채는 역시 안채와 같은 구조이나, 누마루가 발달되어 있다.

## 유형문화재 지정사유
이배원 가옥은 건축연대, 건축구성, 건축기법 등에서 근대기 부농건축을 보여주는 이 지역 대표적인 건물로서, 건축적 측면에서 문화재적 가치가 있다.

## 참고 문헌
- 이배원 가옥 - 국가유산청 국가유산포털